# Jake Ellenberger
Jacob Steven Ellenberger (Omaha, 28 de março de 1985) é um lutador de artes marciais mistas (MMA) norte-americano, atualmente ele compete no peso-meio-médio do Ultimate Fighting Championship. Atualmente, ele é o 14º no ranking dos meio-médios do UFC.

## Carreira no MMA

### Bellator
Ellenberger enfrentou Marcelo Alfaya no Bellator 11, venceu por Nocaute com menos de um minuto do primeiro round.

### Ultimate Fighting Championship
Ellenberger entrou para o UFC para substituir Chris Lytle, para enfrentar Carlos Condit no UFC Fight Night 19. Ellenberger perdeu por um polêmica Decisão Dividida.
Ellenberger enfrentou Mike Pyle em 2 de Janeiro de 2010 no UFC 108, venceu por Nocaute Técnico no segundo round.
Ellenberger era esperado para enfrentar Ben Saunders no UFC 111, substituindo Martin Kampmann. Jon Fitch enfrentaria Thiago Alves, que foi obrigado a se retirar, Saunders substituiu de última hora e Ellenberger não lutou no evento.
Ellenberger enfrentou John Howard em 1 de Agosto de 2010 no UFC Live: Jones vs. Matyushenko, venceu por interrupção médica no terceiro round.
Ellenberger enfrentaria Jon Fitch em 5 de Fevereiro de 2011 no UFC 126, porém Fitch foi retirado da luta e colocado para enfrentar BJ Penn no UFC 127. Ellenberger enfrentou Carlos Eduardo Rocha e venceu por Decisão Dividida.
Ellenberger enfrentou Sean Pierson em 30 de Abril de 2011 no UFC 129, substituindo o lesionado Brian Foster 17 dias antes da luta, venceu por Nocaute no primeiro round.
Ellenberger enfrentou Jake Shields no UFC Fight Night 25, Ellenberger venceu por Nocaute Técnico no primeiro round. Seu desempenho rendeu o prêmio de Nocaute da Noite.
Ellenberger enfrentaria Diego Sanchez no UFC 141. Porém Sanchez sofreu uma lesão e só voltaria aos octógonos em Fevereiro de 2012.
A luta entre Ellenberger e Sanchez foi remarcada para o UFC on Fuel TV: Sanchez vs. Ellenberger, Ellenberger venceu por Decisão Unânime e venceu o prêmio de Luta da Noite.
Ellenberger enfrentou Martin Kampmann no The Ultimate Fighter: Live Finale, perdeu por Nocaute no segundo round.
Ellenberger enfrentaria Josh Koscheck no UFC 151 mas Kosheck se retirou da luta alegando uma lesão nas costas e foi substituído por Jay Hieron. Após o cancelamento do UFC 151, a luta foi remarcada para o UFC on FX: Browne vs. Pezão. Ellenberger venceu por Decisão Unânime. 
Ellenberger era esperado para enfrentar Johny Hendricks no UFC 158, porém com a lesão de Rory MacDonald que enfrentaria Carlos Condit no mesmo evento, então Hendricks moveu-se para a luta contra Condit. Seu substituto é o ex-Campeão Meio Médio do Strikeforce Nate Marquardt. Ellenberger conseguiu um nocaute espetacular ainda no primeiro round que lhe rendeu o prêmio de Nocaute da Noite.
Ellenberger enfrentou Rory MacDonald no UFC on Fox: Johnson vs. Moraga e perdeu por Decisão Unânime em uma luta monótoma e sem ação.
Ellenberger era esperado para lutar na estréia do UFC em Singapura contra Tarec Saffiedine no evento principal, mas a acabou se machucando e foi substituído por Hyun Gyu Lim.
A luta entre Ellenberger e Saffiedine foi remarcada para 26 de Abril de 2014 no UFC 172. Porém, novamente houve uma lesão, dessa vez de Saffiedine. Ele foi substituído pelo ex-desafiante Robbie Lawler e eles se enfrentaram em 24 de Maio de 2014 no UFC 173. Ellenberger perdeu por nocaute técnico no terceiro round.
Ellenberger enfrentou o vencedor do TUF 17 Kelvin Gastelum em 15 de Novembro de 2014 no UFC 180 e foi derrotado por finalização com um mata leão ainda no primeiro round, sendo essa sua terceira derrota seguida.
Ele conseguiu enfim quebrar sua sequência de derrotas com uma vitória sobre Josh Koscheck em 28 de Fevereiro de 2015 no UFC 184, entrando no lugar de Neil Magny. A vitória veio por finalização no segundo round, após um morno primeiro round.
Ellenberger era esperado para enfrentar Stephen Thompson em 11 de Julho de 2015 no UFC 189. No entanto, o UFC moveu a luta para um dia depois, no The Ultimate Fighter: American Top Team vs. Blackzilians Finale. Ele foi derrotado por nocaute no primeiro round após ser acertado com um chute rodado.
Ellenberger enfrentou Tarec Saffiedine em 30 de Janeiro de 2016 no UFC on Fox: Johnson vs. Bader. Ele perdeu por decisão unânime.
Ellenberger enfrentou Matt Brown em 30 de julho de 2016, no UFC 201. Ele venceu por nocaute técnico e ganhou o prêmio de Performance da Noite.
Ellenberger enfrentou Jorge Masvidal em 03 de dezembro de 2016 no The Ultimate Fighter 24 Finale. Ele perdeu por nocaute técnico no primeiro round após seu pé ficar preso no vão da grade do octógono, sem conseguir se defender aos golpes de Masvidal.
Ellenberger enfrentou Mike Perry em 22 de abril de 2017 no UFC Fight Night: Swanson vs. Lobov. Ele foi nocauteado com uma cotovelada no segundo round.

## Títulos
- Ultimate Fighting Championship
  - Luta da Noite (Uma vez)
  - Performance da Noite (Duas vezes)
  - Nocaute da Noite (Duas vezes)

## Cartel no MMA
| Cartel no MMA   |             |             |
| 46 lutas        | 31 vitórias | 15 derrotas |
| Por nocaute     | 19          | 7           |
| Por finalização | 6           | 2           |
| Por decisão     | 6           | 6           |

| Res.    | Cartel | Oponente             | Método                                      | Evento                                   | Data       | Round | Tempo | Local                           | Notas                         |
| ------- | ------ | -------------------- | ------------------------------------------- | ---------------------------------------- | ---------- | ----- | ----- | ------------------------------- | ----------------------------- |
| Derrota | 31-15  | Bryan Barberena      | Nocaute Técnico (socos)                     | UFC Fight Night: Gaethje vs. Vick        | 25/08/2018 | 1     | 2:26  | Lincoln, Nebraska               | Anunciou a sua aposentadoria. |
| Derrota | 31-14  | Ben Saunders         | Nocaute Técnico (joelhada no corpo e socos) | UFC Fight Night: Rivera vs. Moraes       | 01/06/2018 | 1     | 1:56  | Utica, Nova Iorque              |                               |
| Derrota | 31-13  | Mike Perry           | Nocaute (cotovelada)                        | UFC Fight Night: Swanson vs. Lobov       | 22/04/2017 | 2     | 1:05  | Nashville, Tennessee            |                               |
| Derrota | 31-12  | Jorge Masvidal       | Nocaute Técnico (socos)                     | The Ultimate Fighter 24 Finale           | 03/12/2016 | 1     | 4:05  | Las Vegas, Nevada               |                               |
| Vitória | 31-11  | Matt Brown           | Nocaute Técnico (chute no corpo e socos)    | UFC 201: Lawler vs. Woodley              | 30/07/2016 | 1     | 1:46  | Atlanta, Georgia                | Performance da Noite.         |
| Derrota | 30-11  | Tarec Saffiedine     | Decisão (unânime)                           | UFC on Fox: Johnson vs. Bader            | 30/01/2016 | 3     | 5:00  | Newark, New Jersey              |                               |
| Derrota | 30-10  | Stephen Thompson     | Nocaute (chute rodado e socos)              | The Ultimate Fighter 21 Finale           | 12/07/2015 | 1     | 4:29  | Las Vegas, Nevada               |                               |
| Vitória | 30-9   | Josh Koscheck        | Finalização (estrangulamento norte/sul)     | UFC 184: Rousey vs. Zingano              | 28/02/2015 | 2     | 4:20  | Los Angeles, California         | Performance da Noite.         |
| Derrota | 29-9   | Kelvin Gastelum      | Finalização (mata leão)                     | UFC 180: Velasquez vs. Werdum            | 15/11/2014 | 1     | 4:46  | Cidade do México                |                               |
| Derrota | 29-8   | Robbie Lawler        | Nocaute Técnico (joelhada e socos)          | UFC 173: Barão vs. Dillashaw             | 24/05/2014 | 3     | 3:06  | Las Vegas, Nevada               |                               |
| Derrota | 29-7   | Rory MacDonald       | Decisão (unânime)                           | UFC on Fox: Johnson vs. Moraga           | 27/07/2013 | 3     | 5:00  | Seattle, Washington             |                               |
| Vitória | 29-6   | Nate Marquardt       | Nocaute (socos)                             | UFC 158: St. Pierre vs. Diaz             | 16/03/2013 | 1     | 3:00  | Montreal, Quebec                | Nocaute da Noite              |
| Vitória | 28–6   | Jay Hieron           | Decisão (unânime)                           | UFC on FX: Browne vs. Pezão              | 05/10/2012 | 3     | 5:00  | Minneapolis, Minnesota          |                               |
| Derrota | 27–6   | Martin Kampmann      | Nocaute Técnico (joelhada)                  | The Ultimate Fighter 15 Finale           | 01/06/2012 | 2     | 1:40  | Las Vegas, Nevada               |                               |
| Vitória | 27–5   | Diego Sanchez        | Decisão (unânime)                           | UFC on Fuel TV: Sanchez vs. Ellenberger  | 15/02/2012 | 3     | 5:00  | Omaha, Nebraska                 | Luta da Noite                 |
| Vitória | 26–5   | Jake Shields         | Nocaute (joelhada e socos)                  | UFC Fight Night: Shields vs. Ellenberger | 17/09/2011 | 1     | 0:53  | New Orleans, Louisiana          | Nocaute de Noite              |
| Vitória | 25–5   | Sean Pierson         | Nocaute (socos)                             | UFC 129: St. Pierre vs. Shields          | 30/04/2011 | 1     | 2:42  | Toronto, Ontario                |                               |
| Vitória | 24–5   | Carlos Eduardo Rocha | Decisão (dividida)                          | UFC 126: Silva vs. Belfort               | 05/02/2011 | 3     | 5:00  | Las Vegas, Nevada               |                               |
| Vitória | 23–5   | John Howard          | Nocaute Técnico (interrupção médica)        | UFC Live: Jones vs. Matyushenko          | 01/08/2010 | 3     | 2:21  | San Diego, California           |                               |
| Vitória | 22–5   | Mike Pyle            | Nocaute Técnico (socos)                     | UFC 108: Evans vs. Silva                 | 02/01/2010 | 2     | 0:22  | Las Vegas, Nevada               |                               |
| Derrota | 21–5   | Carlos Condit        | Decisão (dividida)                          | UFC Fight Night: Diaz vs. Guillard       | 16/09/2009 | 3     | 5:00  | Oklahoma City, Oklahoma         |                               |
| Vitória | 21–4   | Marcelo Alfaya       | Nocaute (soco)                              | Bellator 11                              | 12/06/2009 | 1     | 0:42  | Uncasville, Connecticut         | Peso Casado 175lb             |
| Vitória | 20–4   | Brendan Seguin       | Decisão (unânime)                           | VFC 27: Mayhem                           | 01/05/2009 | 3     | 5:00  | Council Bluffs, Iowa            |                               |
| Vitória | 19–4   | Doo Won Seo          | Nocaute Técnico (interrupção do córner)     | M-1 Challenge 6: Korea                   | 29/08/2008 | 2     | 3:04  | Seul                            |                               |
| Vitória | 18–4   | Farouk Lakebir       | Decisão (majoritária)                       | M-1 Challenge 5: Japan                   | 17/07/2008 | 2     | 5:00  | Tóquio                          |                               |
| Derrota | 17–4   | Rick Story           | Decisão (unânime)                           | SF 23: Heated Rivals                     | 20/06/2008 | 3     | 5:00  | Portland, Oregon                |                               |
| Vitória | 17–3   | Pat Healy            | Decisão (unânime)                           | IFL: Las Vegas                           | 29/02/2008 | 3     | 4:00  | Las Vegas, Nevada               |                               |
| Vitória | 16–3   | José Landi-Jons      | Nocaute (soco)                              | EFC 5: Revolution                        | 03/11/2007 | 1     | 0:09  | Prince George, British Columbia |                               |
| Derrota | 15–3   | Delson Heleno        | Finalização (chave de braço)                | IFL: 2007 Team Championship Final        | 20/09/2007 | 2     | 3:45  | Hollywood, Florida              |                               |
| Vitória | 15–2   | Zach Light           | Nocaute Técnico (socos)                     | Bodog Fight: Costa Rica Combat           | 16/02/2007 | 1     | 3:51  | San José                        |                               |
| Vitória | 14–2   | Ben Uker             | Nocaute Técnico (socos)                     | IFL: Championship Final                  | 29/12/2006 | 2     | 1:44  | Uncasville, Connecticut         | Luta no Peso Médio            |
| Derrota | 13–2   | Derrick Noble        | Decisão (unânime)                           | Bodog Fight: Clash of the Nations        | 16/12/2006 | 3     | 5:00  | São Petersburgo                 |                               |
| Vitória | 13–1   | Ryan Stout           | Nocaute Técnico (socos)                     | IFC: Rumble on the River 2               | 10/11/2006 | 2     | 4:06  | Kearney, Nebraska               |                               |
| Derrota | 12–1   | Jay Hieron           | Decisão (unânime)                           | IFL: Championship 2006                   | 03/06/2006 | 3     | 4:00  | Atlantic City, New Jersey       |                               |
| Vitória | 12–0   | Gil Castillo         | Nocaute Técnico (socos)                     | IFC: Caged Combat                        | 01/04/2006 | 1     | 1:30  | Sacramento, California          |                               |
| Vitória | 11–0   | Kenneth Allen        | Finalização (chave de braço)                | IFC: Rumble on the River                 | 11/03/2006 | 1     | N/A   | Kearney, Nebraska               |                               |
| Vitória | 10–0   | Mark Bear            | Nocaute Técnico (corte)                     | VFC 12: Warpath                          | 25/02/2006 | 2     | N/A   | Council Bluffs, Iowa            |                               |
| Vitória | 9–0    | Laverne Clark        | Finalização (triangulo)                     | KOTC 64: Raging Bull                     | 16/12/2005 | 2     | 3:06  | Cleveland, Ohio                 |                               |
| Vitória | 8–0    | Sean Huffman         | Finalização (socos)                         | VFC 11: Demolition                       | 03/12/2005 | 3     | 0:22  | Council Bluffs, Iowa            |                               |
| Vitória | 7–0    | Brian Daley          | Nocaute Técnico (socos)                     | AFC 4: New Hitter                        | 18/11/2005 | 1     | 1:31  | Omaha, Nebraska                 |                               |
| Vitória | 6–0    | Evan Boemer          | Nocaute (socos)                             | Extreme Challenge 65                     | 21/10/2005 | 1     | 0:48  | Medina, Minnesota               |                               |
| Vitória | 5–0    | Brent Shepard        | Nocaute (soco)                              | All Fighting Championships 3             | 24/09/2005 | 1     | N/A   | Omaha, Nebraska                 |                               |
| Vitória | 4–0    | Deryck Ripley        | Finalização (socos)                         | VFC 10: Championship X                   | 06/08/2005 | 1     | 1:41  | Council Bluffs, Iowa            |                               |
| Vitória | 3–0    | Brad Fox             | Nocaute Técnico (socos)                     | ROF 17: Unstoppable                      | 18/06/2005 | 2     | 2:15  | Castle Rock, Colorado           |                               |
| Vitória | 2–0    | Cory Simpson         | Finalização (estrangulamento)               | XKK: Des Moines                          | 20/05/2005 | 3     | N/A   | Des Moines, Iowa                |                               |
| Vitória | 1–0    | Cameron Wells        | Nocaute Técnico (socos)                     | AFC 1: Takedown                          | 09/04/2005 | 1     | N/A   | Omaha, Nebraska                 |                               |